# 草津村
草津村（くさつむら）は群馬県吾妻郡にあった村。現在の草津町は1900年（明治33年）に分割によって新設されたもので、本村とは別の自治体である。

## 歴史
- 1889年（明治22年）4月1日 - 町村制の施行により、草津村・前口村・赤岩村・小雨村・生須村・太子村・日影村・入山村が合併して発足。
- 1900年（明治33年）7月1日 - 廃止され、大字草津・前口に草津町が、大字赤岩・小雨・生須・太子・日影・入山に六合村がそれぞれ発足。

## 草津町・六合村への分割
町村制の施行により発足した草津村であったが、温泉の営業税などによって税収のおよそ半分を負担している草津と多くの戸数を有している農山村の他地域では予算において意見が衝突することが多く、発足2年後の1891年（明治24年）には分割の請願が行われることとなった。この請願はなかなか許可されなかったがその後も続いた両地区の住民の強い働きかけの末、分割が認められることとなった。